# Струве, Генрих Васильевич
Генрих Васильевич (Генрих Вильгельм) Струве (1822—1908) — русский химик из династии Струве, член-корреспондент Российской академии наук.

## Биография
Родился 10 (22) июля 1822 года в Дерпте, сын астронома В. Я. Струве. В 1845 году окончил Дерптский университет по специальности «химия» и продолжал работать там же до 1849 года. В 1846 году его отец договорился с известным шведским химиком Иёнсом Берцелиусом о месячной стажировке в Стокгольме для Генриха, по итогам которой шведский учёный дал молодому Струве высокую оценку. В 1849 году Генрих Струве переехал в Санкт-Петербург, где проработал «пробирером» (старшим лаборантом) в Горном департаменте до 1869 года. В 1850 году он защитил в Петербургском университете диссертацию на звание магистра химии «Рассуждение об определении веса атома некоторых простых тел».
Г. В. Струве принимал участие в работе по золочению купола храма Христа Спасителя в Москве и, работая с кислотой, потерял голос.
В 1869 году Г. Струве был назначен судебно-медицинским экспертом при наместнике Кавказа великом князе Михаиле Николаевиче в Тифлис. В своей работе эксперта Г. Струве использовал как химические, так и фотографические (1885 г.) методы криминальных расследований. Он также участвовал в химическом анализе минеральных источников Кавказского региона, в частности, в Мацесте (Сочи) в 1886 году.
Генрих Струве был женат на Паулине Фусс, правнучке Леонарда Эйлера и имел нескольких детей.
Сферой научных интересов Г. Струве были в основном неорганическая и аналитическая химия. В 1853 году впервые на русском языке он опубликовал таблицы для вычисления результатов количественных анализов. В том же году он предложил использовать молибдат аммония для использования в судебно-медицинской экспертизе (в частности, для обнаружения мышьяка). Им была предложена реакция фосфорной кислоты с молибденовым аммонием для качественного и количественного определения фосфора в чугунах, сталях, различных сплавах, рудах и т. п. Г. Струве также синтезировал ряд двойных солей калия, натрия, хрома, железа, алюминия, молибдена и вольфрама. Был избран членом-корреспондентом Российской Академии наук 3 декабря 1876 года — он был представлен академиком А. М. Бутлеровым, который отмечал, что Г. В. Струве опубликовал в Бюллетене Академии 18 ценных исследований.
Умер 28 марта (10 апреля) 1908 года.